# Alain Menu

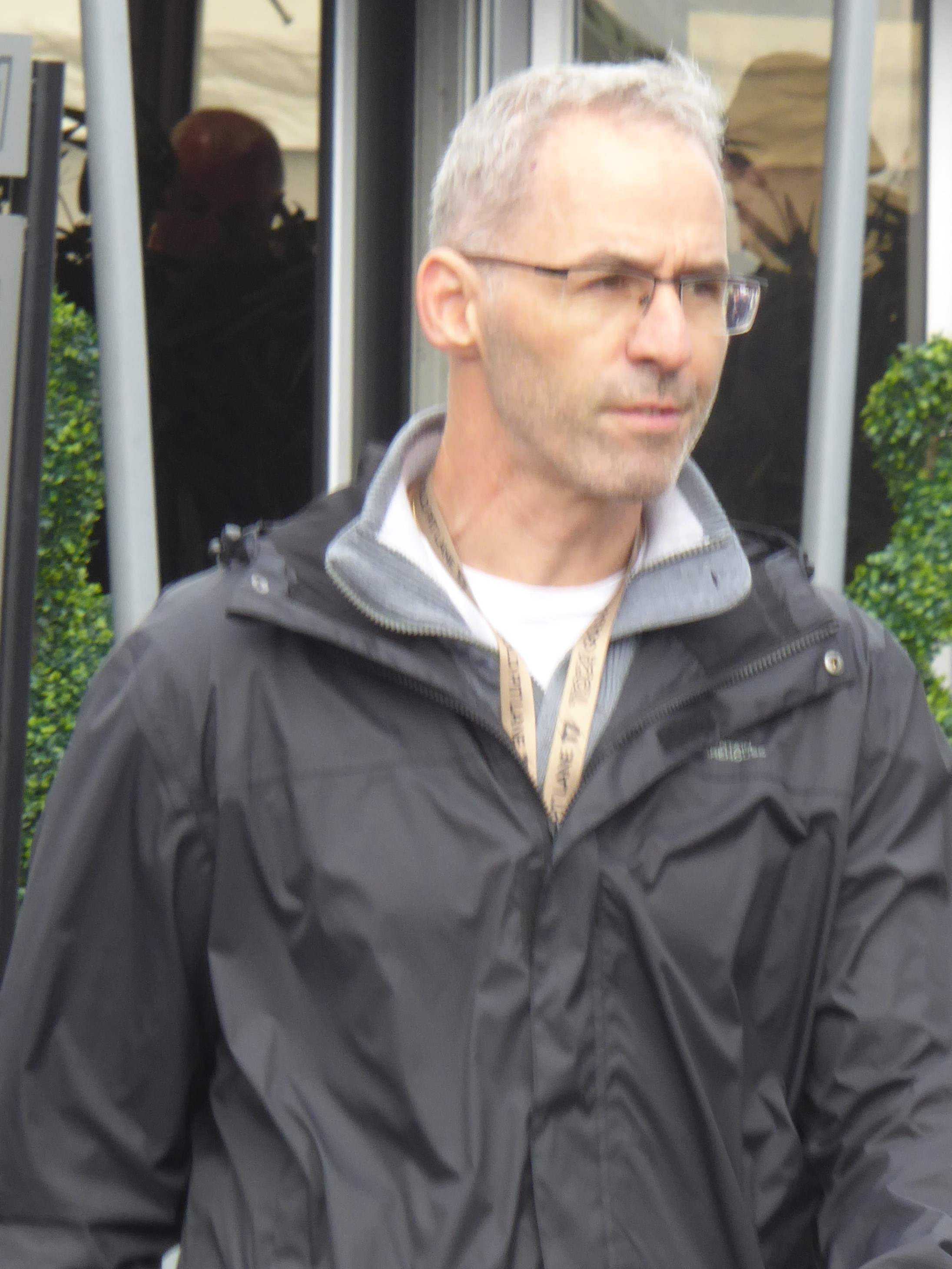
Alain Menu in 2017.

Alain Menu (Genève, 9 augustus 1963) is een Zwitsers autocoureur. Hij was in de jaren 90 een van de meest succesvolle toerwagencoureurs met twee kampioenschappen in het British Touring Car Championship, waarmee hij de enige coureur was die in dit decennium die dit presteerde. Tussen 2005 en 2012 reed hij voor Chevrolet in het World Touring Car Championship, waarbij een tweede plaats in 2012 zijn beste resultaat was in het kampioenschap.

## Carrière

### BTCC
Zoals de meeste toerwagencoureurs startte ook Menu zijn autosportcarrière in de eenzitters, waarbij hij in 1991 in de Formule 3000 reed na eerder onder andere in de Britse Formule 3000 en het Britse Formule 3-kampioenschap te hebben gereden. In 1992 stapte hij over naar het British Touring Car Championship waarbij hij in een BMW 318is voor het team Team M Mobile. Hij zette een goede reeks neer met onder andere een derde plaats op het Snetterton Motor Racing Circuit, maar halverwege het jaar raakte hij geblesseerd door een ongeluk met een quad in Knockhill. Ondanks dat hij slechts de helft van het seizoen deelnam, eindigde hij alsnog als negende in het kampioenschap.
In 1993 stapte Menu over naar een Renault 19 voor het officiële fabrieksteam van Renault. Hij eindigde las tweede in de tweede race op Donington Park achter zijn teamgenoot, regerend kampioen Tim Harvey. Mede dankzij zijn eerste overwinning in het tweede weekend op Donington eindigde hij voor Harvey als tiende in het kampioenschap. In 1994 werd de 19 vervangen door de Renault Laguna, die veel beter presteerde. Ondanks dat Menu pas in de vierde race op Silverstone op het podium stond, wist hij met twee overwinningen als tweede in het kampioenschap te eindigen achter Gabriele Tarquini. In 1995 bleef Menu voor het fabrieksteam van Renault rijden, dat was overgenomen door het Formule 1-team van Williams. Na twee jaar als tweede te zijn geëindigd in het kampioenschap, won Menu in 1997 met overmacht het kampioenschap door twaalf overwinningen en negen andere podiumplaatsen in 24 races. In 1998 was hij echter niet zo dominant en won hij slechts drie races, waarmee hij als derde in het kampioenschap eindigde.
In 1999 stapte Menu over naar Ford. In zijn Ford Mondeo was hij niet succesvol, waardoor hij slechts één race wist te winnen op het Knockhill Racing Circuit en als elfde in het kampioenschap eindigde. In 2000 werd hij voor de tweede keer kampioen in het BTCC met zes overwinningen uit 24 races. Na dit kampioenschap besloot Menu om het kampioenschap te verlaten. Echter, in 2007 keerde hij eenmalig terug in een Vauxhall Vectra voor het team VX Racing in het laatste raceweekend op het Thruxton Circuit om Fabrizio Giovanardi te steunen in het kampioenschap, dat hij uiteindelijk won.

### DTM
Tussen 2001 en 2003 reed Menu voor Opel in de Deutsche Tourenwagen Masters. Hij behaalde echter weinig succes, waarbij een derde plaats op de Sachsenring in 2002 zijn enige podiumplaats was. Terwijl hij in dit kampioenschap reed, nam hij ook deel aan enkele sportscarraces, waarbij hij deelnam aan de 24 uur van Le Mans en de 12 uur van Sebring. Ook won hij een race in zowel de FIA GT als de American Le Mans Series.

### WTCC
In 2005 stapte Menu over naar het nieuwe World Touring Car Championship, waarin hij rijdt voor het fabrieksteam van Chevrolet, RML, in een Chevrolet Lacetti. Hij wist slechts viermaal in de punten te eindigen, met een vijfde plaats op het Circuito da Guia als beste resultaat, waardoor hij als zeventiende in het kampioenschap eindigde met 9 punten, evenveel als zijn teamgenoot Nicola Larini.
In 2006 boekte het team progressie, waardoor Menu op Brands Hatch zijn eerste WTCC-overwinning kon boeken. Het was tevens de eerste overwinning van Chevrolet in een door de FIA georganiseerd evenement. Hij eindigde het jaar als vijftiende met 21 punten. In de twee jaren die volgden behaalde Menu nog acht overwinningen en eindigde respectievelijk als zesde en negende in het kampioenschap.
Voor het WTCC seizoen 2009 introduceerde Chevrolet de nieuwe Chevrolet Cruze. Desondanks had Menu een moeilijk jaar met veel pech. Met slechts drie podiumplaatsen, waarvan twee overwinningen op het Circuit de Pau en Brands Hatch, eindigde hij als tiende in het kampioenschap.
In 2010 bleef Menu bij Chevrolet rijden, naast Rob Huff en Yvan Muller. Hij won slechts één race op de Motorsport Arena Oschersleben, maar eindigde toch als zesde in het kampioenschap, drie posities achter Huff, terwijl Muller kampioen werd. Ook in 2011 reed hij voor Chevrolet, met vijf overwinningen eindigde hij als derde achter kampioen Muller en Huff.
In 2012 reed Menu voor het achtste opeenvolgende jaar voor Chevrolet met dezelfde teamgenoten. Het was zijn sterkste jaar in het kampioenschap, met zes overwinningen en 401 punten eindigde hij als tweede met twaalf punten achterstand op Huff en acht punten voorsprong op Muller. Na dit jaar stopte Chevrolet echter met het steunen van het fabrieksteam en raakte Menu zijn zitje bij het team kwijt.

### Porsche Supercup
Nadat hij in het WTCC geen zitje kon vinden, stapte Menu in 2013 over naar de Porsche Supercup voor zijn eigen team FACH Auto Tech. Hij nam alleen de eerste twee raceweekenden op het Circuit de Catalunya en het Circuit de Monaco deel, waarin hij in de eerste race niet aan de finish kwam en in de tweede race als 21e eindigde.

### Andere activiteiten
In 2006 won Menu de 200 kilometer van Buenos Aires, een ronde van het Argentijnse TC2000-kampioenschap, in een Chevrolet Astra samen met Matías Rossi.